# 23685 Toaldo
23685 Toaldo (1997 JV) là một tiểu hành tinh vành đai chính.